# Hofreuth (Egglham)
Hofreuth ist ein Ortsteil der Gemeinde Egglham im niederbayerischen Landkreis Rottal-Inn.

## Geschichte
Die Ansiedlung liegt etwa einen Kilometer östlich von Egglham. Um das Jahr 1000 werden als Besitzungen der Grafen von Neuburg und Bornbach zwei große Maierhöfe in Hofreuth aufgeführt. 

Das bayerische Urkataster zeigt Hofreuth in den 1810er Jahren als einen Weiler mit acht Herdstellen.

Ein Bauernhaus aus dem 18. Jahrhundert ist als Baudenkmal erhalten geblieben.:4

## Verkehr
- Gemeindestraßen erschließen Hofreuth zu den Nachbarorten und der westlich verlaufenden Staatsstraße St 2109 hin.
- Der ÖPNV bedient den Ort nicht direkt. In Egglham besteht eine Zustiegsmöglichkeit zu der sporadisch verkehrenden Buslinie 6214, die eher Schulbuscharakter hat und Egglham mit Pfarrkirchen sowie Aidenbach verbindet.[3]